# Liste des souverains de Bulgarie
Cet article présente les périodes de règnes des khans, knèzes et tsars des Bulgares dans l'ordre chronologique. Cette liste n'intègre pas la période précédant l'arrivée des Bulgares en « Bulgarie ».

## Khanat bulgare du Danube[1]

### Maison de Doulo et autres premières dynasties
Reconnaissance du khanat bulgare du Danube en 681.
- 681-701 : Asparoukh
- 701-718 : Tervel
- 718 : Ajjar
- 718-724 : Kormesius
- 724-753 : Sevar
- 753-756 : Kormisoch
- 756-762 : Vinekh
- 762-765 : Teletz
- 765-766 : Savin
- 766 : Umor
- 766-767 : Toktu
- 767-768 : Pagan
- 768-777 : Telerig
- 777-803 : Kardam

### Dynastie de Kroum
- 803-814 : Kroum
- 814-831 : Omourtag
- 831-836 : Malamir
- 836-852 : Pressiyan Ier
- 852-864 : Boris Ier de Bulgarie

Conversion au christianisme en 864, transformation de l'entité politique nomade en entité politique européenne.

## Premier Empire bulgare
| Portrait | Nom                                                               | Règne                 | Notes |
| --- | ----------------------------------------------------------------- | --------------------- | --- |
| Dynastie de Kroum (864-991)                                                                                        |                                                                   |                       | |
| Boris Ier | Saint Boris Ier Борис I (Boris I) (mort en 907)                   | 864 – 889             | - Se convertit au christianisme et débute la christianisation de la Bulgarie. - Fonde l'Église orthodoxe bulgare. - Abdique et se retire dans un monastère. - Vénéré comme saint isapostole par l'Église orthodoxe.               |
| | Vladimir Rassaté Владимир Расате (Vladimir Rasate) (850 - av.900) | 889 – 893             | - Fils de Boris Ier. - Dénonce la christianisation et tente de retourner au tengrisme. - Renversé par son père qui le fait aveugler et emprisonner.                                                                               |
| Siméon Ier | Siméon Ier le Grand Симеон I (Simeon I) (864/65 - 927)            | 893 – 27 mai 927      | - Fils de Boris Ier. - Victorieux contre les Magyars. - Guerre byzantino-bulgare de 894-896 (victorieux). - Guerre byzantino-bulgare de 913-927 (victorieux). - Mène la conquête des Balkans. - Apogée du Premier Empire bulgare. |
| Pierre Ier | Saint Pierre Ier Петър I (Petar I) (mort en 970)                  | 27 mai 927 – 969      | - Fils de Siméon Ier. - Reconnu comme basileus par les Byzantins en 927. - Guerre contre la Rus' de Kiev (vaincu). - Abdique et se retire dans un monastère. - Vénéré comme saint par l'Église orthodoxe bulgare.                 |
| Boris II | Boris II Борис II (Boris II) (v. 931 – 977)                       | 969 – 971             | - Fils de Pierre Ier et de Marie Lécapène. - Vassal de la Rus' de Kiev. - Captif à Constantinople de 971 à 977. - Tué par erreur à la frontière bulgare après sa libération.                                                      |
| De 971 à 977, la Bulgarie est annexée par l'Empire byzantin mais une résistance s'organise autour des Comitopouloï |                                                                   |                       | |
| Romain de Bulgarie                                                                                                 | Romain Роман (Roman) (mort en 997)                                | 977 – 991             | - Fils de Pierre Ier et de Marie Lécapène. - Captif à Constantinople de 971 à 977 puis de 991 à 997. - Mort sans descendance. |
| Maison des Comitopouloï (997-1018)                                                                                 |                                                                   |                       | |
| | Samuel Самуил (Samuil) (mort en 1014)                             | 997 – 6 octobre 1014  | - Fils du comte Nicolas. - Guerre byzantino-bulgare de 970-1018 (vaincu). - Bataille de la passe de Kleidion (vaincu). |
| Gabriel Radomir | Gabriel Radomir Гаврил Радомир (Gavril Radomir) (mort en 1015)    | 6 octobre 1014 – 1015 | - Assassiné par son cousin Ivan Vladislav à l'instigation des Byzantins. |
| Ivan Vladislav | Ivan Vladislav Йоан Владислав (Yoan Vladislav) (mort en 1018)     | 1015 – Février 1018   | - Dissolution de l'Empire bulgare qui est annexé par l'Empire byzantin et divisé en thèmes. |

Domination Byzantine jusqu'en 1185,avec deux remises en cause en 1040-1041 et 1072-1073, lors des révoltes de la noblesse bulgare. Deux tsars furent couronnés:
- Pierre II Deljan , fils de Gabriel Radomir, en 1040 (tué en 1041).

- Pierre III de Bulgarie ou Constantin Bodin,fils du roi de Dioclée et descendant de Samuel, en 1072 (vaincu et emprisonné en 1073).

### Généalogie
Dynastie de Kroum
- Boris Ier
  -  Vladimir Rassaté
  -  Siméon Ier
    -  Pierre Ier
      -  Boris II
      -  Romain

Maison des Comitopouloï
- Nicolas
  - Aaron
    -  Ivan Vladislav

  -  Samuel
    -  Gabriel Radomir

## Second Empire bulgare
| Portrait                    | Nom                                                                           | Règne               | Notes |
| --------------------------- | ----------------------------------------------------------------------------- | ------------------- | --- |
| Assénides (1185-1280)       |                                                                               |                     | |
|                             | Théodore-Pierre Теодор-Петър (Teodor-Petar) (mort en 1197)                    | 1185 – 1197         | - Aussi appelé Pierre II ou Pierre IV. - Originaire du thème de Paristrion. - Meneur de la révolte contre l'Empire byzantin. - Assassiné dans des circonstances obscures.                                                          |
| Ivan Asen Ier               | Ivan Asen Ier Иван Асен I (Ivan Asen I) (mort en 1196)                        | 1190 – 1196         | - Assassiné à Tarnovo par le boyard Ivanko (en). |
| Kaloyan                     | Kaloyan Калоян (Kaloyan) (v. 1172 – 1207)                                     | 1196 – 1207         | - Frère de Théodore-Pierre et d'Ivan Asen Ier. - Bataille d'Andrinople (victorieux) contre les Latins en 1205. - Autoproclamé « tueur de Romains » après avoir ravagé la Thrace. - Assassiné par un mercenaire couman.             |
| Boril                       | Boril Борил (Boril)                                                           | 1207 – 1218         | - Renversé par son cousin Ivan qui le fait aveugler. |
| Ivan Asen II                | Ivan Assen II Иван Асен II (Ivan Asen II) (v. 1190 – 1241)                    | 1218 – 24 juin 1241 | - Fils d'Ivan Asen Ier. - Bataille de Klokotnica (victorieux) contre les Épirotes en 1230. - Apogée du Second Empire bulgare, puissance dominante des Balkans.                                                                     |
|                             | Koloman Ier Калиман I Асен (Kaliman I Asen) (v. 1234 – 1246)                  | 1241 – 1246         | - Fils d'Ivan Assen II et d'Anne-Marie de Hongrie. - Mort sans descendance. |
| Michel II                   | Michel II Михаил II Асен (Mihail II Asen) (1238 – 1256)                       | 1246 – 1256         | - Assassiné par son cousin Koloman. |
|                             | Koloman II Калиман II Асен (Kaliman II Asen) (mort en 1256)                   | 1256                | - Neveu d'Ivan Assen II. - Assassiné par des partisans de Mitso Asen. - Dernier souverain assénide en ligne directe. |
|                             | Mitso Asen Мицо Асен (Mitso Asen)                                             | 1256 – 1257         | - Gendre d'Ivan Assen II. |
| Konstantin Asen             | Constantin Ier Константин Асен (Konstantin Asen) (mort en 1277)               | 1257 – 1277         | - Renversé par un soulèvement populaire mené par Ivaïlo. |
| Ivaïlo                      | Ivaïlo Ивайло (Ivaylo) (mort en 1281)                                         | 1278 – 1279         | - Assassiné à la cour du khan mongol Nogaï. |
|                             | Ivan Asen III Иван Асен III (Ivan Asen III) (v. 1259/60 – 1303)               | 1279 – 1280         | - Fuit à Constantinople au retour d'Ivaïlo en 1280. |
| Maison Terter (1280-1323)   |                                                                               |                     | |
|                             | Georges Ier Георги I Тертер (Georgi I Terter) (mort en 1308/09)               | 1280 – 1292         | - S'empare du trône à la fuite d'Ivan Asen III. - Tente de mettre fin aux raids de Nogaï en cherchant l'appui des Serbes et des Byzantins. - S'exile à Constantinople en 1292.                                                     |
|                             | Smilets Смилец (Smilets) (mort en 1298)                                       | 1292 – 1298         | - Issu de la noblesse mais d'ascendance inconnue. - Devenu tsar avec l'appui de Nogaï, apogée de l'influence mongole. |
|                             | Tzaka Чака (Chaka) (mort en 1300)                                             | 1299 – 1300         | - Fils de Nogaï - S'empare de la Bulgarie en fuyant son ennemi Toqtaï. - Assassiné par Théodore Svetoslav. |
| Théodore Svetoslav          | Théodore Svetoslav Тодор Светослав (Todor Svetoslav) (v. 1270 – 1322)         | 1300 – 1322         | - Bataille de Skafida (victorieux) contre les Byzantins en 1304. |
| Georges II                  | Georges II Георги II Тертер (Georgi II Terter) (mort en 1323)                 | 1322 – 1323         | - Fils de Théodore Svetoslav. - Mort subitement après un an de règne. |
| Maison Chichman (1323-1396) |                                                                               |                     | |
| Michel III                  | Michel III Михаил III Шишман Асен (Mihail III Shishman Asen) (v. 1280 – 1330) | 1323 – 1330         | - Fils de Shishman de Vidin et peut-être d'une petite-fille anonyme d'Ivan Assen II. - D'abord despote du tsarat de Vidin avant d'être élu tsar. - Vaincu et tué par les Serbes à la bataille de Velbajd.                          |
| Ivan Stefan                 | Ivan Stefan Иван Стефан (Ivan Stefan) (1308 – 1373)                           | 1330 – 1331         | - Déposé par les boyards et contraint à l'exil. |
| Ivan Aleksandre Asen        | Ivan Alexandre Иван Александър (Ivan Aleksandar) (mort en 1371)               | 1331 – 1371         | - À sa mort, la Bulgarie est divisée entre ses fils. |
| Ivan Chichman               | Ivan Chichman Иван Шишман (Ivan Shishman) (1350/51 – 1395)                    | 1371 – 1395         | - Connu pour sa lutte désespérée contre les Ottomans jusqu'à la chute de Tarnovo en 1393 puis son exécution sur ordre de Bayezid Ier.                                                                                              |
| Ivan Sratsimir              | Ivan Sratsimir Иван Срацимир (Ivan Sratsimir) (1324/25 – 1397)                | 1356 – 1396         | - Fils aîné d'Ivan Alexandre. - Déshérité au profit d'Ivan Chichman, il s'autoproclame tsar à Vidin. - Vassal de la Hongrie puis des Ottomans à partir de 1388. - Renversé par ces derniers à l'issue de la bataille de Nicopolis. |

### Généalogie
Assénides
- -  Théodore-Pierre
  -  Ivan Asen Ier
    -  Ivan Assen II
      - Hélène
        - Irène Doukaina Lascarina x  Konstantin Ier

      -  Koloman Ier
      -  Michel II
      - Marie x  Mitso Asen
        -  Ivan Asen III

    - Alexandre
      -  Koloman II

  -  Kaloyan
  - Une sœur
    -  Boril

Maison Terter
- Georges Ier
  -  Théodore Svetoslav
    -  Georges II

Maison Chichman
- Shishman de Vidin
  -  Michel III
    -  Ivan Stefan

  - Keratsa Petritsa
    -  Ivan Alexandre
      -  Ivan Sratsimir
      -  Ivan Chichman

## Principauté puis royaume de Bulgarie

### Maison de Battenberg
| Portrait      | Nom                                    | Début du règne | Fin du règne     | Notes |
| ------------- | -------------------------------------- | -------------- | ---------------- | --- |
| Alexandre Ier | Alexandre Ier Aleksandar I (1857–1893) | 29 avril 1879  | 7 septembre 1886 | Fils du prince Alexandre de Hesse-Darmstadt et de Julia Hauke. Élu à l'unanimité premier prince souverain de Bulgarie par l'Assemblée nationale en conséquence du traité de Berlin de 1878. Contraint à l'abdication pendant la crise bulgare. |

### Maison de Saxe-Cobourg et Gotha
| Portrait      | Nom                        | Début du règne | Fin du règne      | Notes |
| ------------- | -------------------------- | -------------- | ----------------- | --- |
| Ferdinand Ier | Ferdinand Ier (1861–1948)  | 7 juillet 1887 | 3 octobre 1918    | Fils du prince Auguste de Saxe-Cobourg-Gotha et de Clémentine d'Orléans. Élu à l'unanimité par l'Assemblée nationale. Il devient roi à la proclamation du royaume de Bulgarie en 1908. Contraint à l'abdication par la défaite de 1918. |
| Boris III     | Boris III (1894–1943)      | 3 octobre 1918 | 28 août 1943      | Fils du précédent et de Marie-Louise de Bourbon-Parme. |
| Siméon II     | Siméon II Simeon II (1937) | 28 août 1943   | 15 septembre 1946 | Fils du précédent et de Jeanne de Savoie. Déposé à l'issue de l'abolition de la monarchie par référendum en 1946. Premier ministre de 2001 à 2005.                                                                                      |